# 瓦爾斯圖鄉

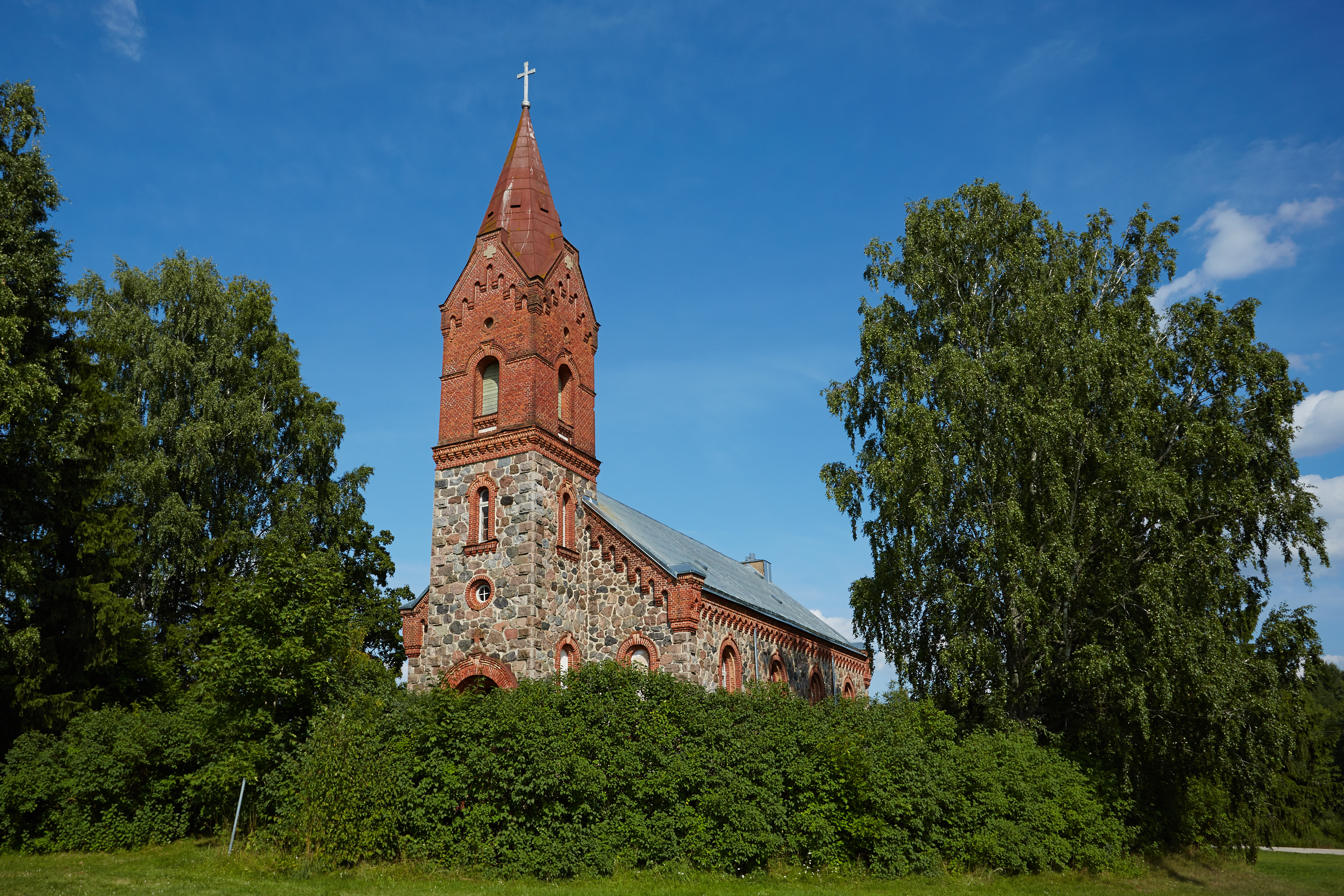
罗萨教堂

瓦爾斯圖鄉，曾是愛沙尼亞沃魯縣的一個鄉村型市镇，位於該國東南部，行政中心設於瓦爾斯圖，面積171平方公里，2009年人口1,272，人口密度每平方公里8人。
2017年爱沙尼亚行政改革后，瓦尔斯图市镇与其他市镇一起合并为新的勒乌格市镇。
57°38′36″N 26°39′35″E / 57.64333°N 26.65972°E